# Oleg Alexandrowitsch Maskajew
Oleg Alexandrowitsch Maskajew (russisch Олег Александрович Маскаев; * 2. März 1969 in Dschambul, Sowjetunion) ist ein ehemaliger Profiboxer und ehemaliger Weltmeister der WBC im Schwergewicht.

## Leben
Maskajew wurde in der Kasachischen SSR als Sohn mordwinischer Eltern geboren, sein Vater war Steiger, er selbst arbeitete auch kurzzeitig im Bergbau und wurde dann Leutnant bei der Armee. Er lebt seit 1999 mit Frau und vier Kindern in den USA und ist seit 2004 im Besitz der US-amerikanischen Staatsangehörigkeit. Im Dezember 2006 wurde er außerdem russischer Staatsbürger.

## Amateur
Als Amateur gewann Maskajew 108 Kämpfe bei 10 Niederlagen und war zweimaliger Amateurmeister der Sowjetunion. Er gewann unter anderem die Goldmedaille im Superschwergewicht bei den Asienspielen 1994 in Hiroshima. Bei der Amateurweltmeisterschaft 1993 in Tampere verlor er gegen den Kubaner Roberto Balado, der das Turnier anschließend auch gewann. Beim Weltcup-Turnier 1994 in Bangkok verlor er im Finale erneut gegen Balado, nachdem er zuvor im Halbfinale Willi Fischer besiegt hatte. Er gewann als Amateur 1990 bei einem sowjetischen Armee-Amateurturnier vorzeitig gegen einen verletzt ins Match gegangenen Vitali Klitschko.

## Profikarriere
Der Anfang seiner Profikarriere verlief äußerst ungewöhnlich. Bereits bei seinem Profidebüt am 17. April 1993 gewann er durch technischen KO in der dritten Runde gegen den Bronzemedaillengewinner der Olympischen Spiele von 1988 Alexander Miroschnitschenko, der zu diesem Zeitpunkt in 21 Profikämpfen noch ungeschlagen war.
Anschließend kämpfte er jedoch bis 1995 weiter als Amateur. 1995 siedelte er schließlich in die USA über und wurde endgültig Profi. Mit offiziell erst sechs Kämpfen trat er am 24. Februar 1996 gegen den früheren WBC-Weltmeister Oliver McCall an, wurde kalt erwischt und verlor durch technischen KO in der ersten Runde.
Nach nur vier weiteren Kämpfen traf er auf David Tua. Nach ausgeglichenem Kampf musste er jedoch in der elften Runde seine zweite vorzeitige Niederlage durch technischen KO hinnehmen.
Am 6. November 1999 kam es zum Duell mit Hasim Rahman. Rahman konnte sich im Verlauf des Kampfes Vorteile erarbeiten und führte klar nach Punkten. In der achten Runde konnte Maskajew Rahman jedoch so hart und wirkungsvoll treffen, dass dieser bewusstlos nach hinten einknickte, durch die Seile aus dem Ring fiel und schließlich mit dem Kopf auf dem Hallenboden aufschlug. In diesem speziellen Fall hat der Boxer statt des üblichen zehnsekündigen Anzählens nach einem Niederschlag bis zu zwanzig Sekunden Zeit, um im Ring wieder kampfbereit zu erscheinen. Rahman wurde vom Ringrichter zwar irregulär bei zehn ausgezählt, dies hatte allerdings keine Auswirkungen, da der KO durch den Aufschlag mit dem Kopf so schwerwiegend war, dass Rahman längere Zeit liegen blieb, um vom Ringarzt in dieser Position untersucht zu werden. Rahman gab anschließend an, Maskajew nach dem Ansehen der Aufzeichnung des McCall-Kampfes völlig unterschätzt zu haben.
Im Anschluss siegte er auch gegen den Weltklassemann Derrick Jefferson vorzeitig. Maskajew trat dann gegen den kanadischen Olympiateilnehmer Kirk Johnson an, der zwar ungeschlagen war, aber nach den spektakulären KOs Maskajews als Außenseiter galt. Aber Johnson boxte den damaligen Kasachen aus und schlug ihn in der vierten Runde schwer KO. Ein Muster hatte sich etabliert, entweder gewann Maskajew durch KO oder er ging KO. So verlor er auch seinen nächsten Kampf gegen Lance Whitaker durch KO in der zweiten Runde, es war der einzige Erfolg Whitakers gegen einen Weltklasseschwergewichtler.
Der Eindruck, dass Maskajew auf dem absteigenden Ast sei, verstärkte sich durch eine weitere vorzeitige Niederlage gegen den unaustrainierten US-Amerikaner Corey Sanders (nicht zu verwechseln mit dem Südafrikaner Corrie Sanders).
Anschließend wechselte er Trainer (Victor Valle junior, dessen Vater Gerry Cooney trainierte) und Management (Cooney-Manager Dennis Rappaport als Promoter; Fred Kesch als Manager) und fand für viele überraschend wieder auf die Erfolgsspur zurück.
Er schlug den ungeschlagenen Silbermedaillengewinner der Olympischen Spiele von Atlanta David Defiagbon und 2005 in einem Ausscheidungskampf des WBC-Verbandes auch Sinan Şamil Sam nach Punkten. Durch den Sieg gegen Sam stieg er zum Pflichtherausforderer des mittlerweile zum WBC-Weltmeister erklärten Hasim Rahman auf.
Am 12. August 2006 besiegte er diesen nach einem relativ ausgeglichenen Kampfverlauf abermals, durch technischen KO in der zwölften Runde, und wurde damit im Alter von bereits 37 Jahren zum zweitältesten Boxer nach Jersey Joe Walcott, der erstmals einen Weltmeistertitel gewinnen konnte.
Seine erste Titelverteidigung am 10. Dezember 2006 gewann er in Moskau gegen den klar unterlegenen und einmal angezählten Peter Okhello aus Uganda einstimmig nach Punkten. Zwei Punktrichter werteten jede Runde zugunsten des Weltmeisters, nachdem er den zunehmend schwächer werdenden Okhello gegen Ende deutlich beherrschte. Okhello gelangen kaum noch Treffer, in der zehnten Runde wurde er nach einer Schlagserie von Maskajew zu Boden geschlagen. Dennoch konnte er zur Enttäuschung vieler Zuschauer dem eindeutig unterlegenen Gegner nicht vorzeitig besiegen. Am Tag zuvor hatte Maskajew von Wladimir Putin die russische Staatsbürgerschaft erhalten.
Seinen nächsten Kampf sollte Maskajew am 6. Oktober 2007 gegen den nigerianischen Herausforderer Samuel Peter im Madison Square Garden bestreiten. Diesen Kampf sagte er jedoch am 21. September aufgrund eines Bandscheibenvorfalls ab. Der Gewinner dieses Kampfes sollte gegen Ex-Titelträger Vitali Klitschko antreten, der im September 2007 ebenfalls einen Bandscheibenvorfall erlitt und dadurch sein Comeback verschieben musste. Am 8. März 2008 kam es im mexikanischen Cancún schließlich zum Duell mit Samuel Peter. Dies war zugleich der erste Weltmeisterschaftskampf im Schwergewicht in Mexiko. Der inzwischen 39-jährige Maskajew verlor durch technischen Ko in der sechsten Runde.
Infolge von juristischen Streitigkeiten im Zusammenhang mit dem Kampf Maskajews gegen Peter, unter anderem wegen der Aufteilung der Kampfbörse sowie des Interimsweltmeisterstatus von Peter, ordnete die WBC im Dezember 2008 an, dass Maskajew bis spätestens 30. Juni 2009 einen Titelkampf gegen Vitali Klitschko erhalten sollte. Klitschko klagte jedoch erfolgreich dagegen vor dem Internationalen Sportgerichtshof (CAS), da er im März 2009 bereits einen Pflichtverteidigung gegen den Kubaner Juan Carlos Gómez zu absolvieren hatte.
Oleg Maskajew, der in der Zwischenzeit zwei Aufbaukämpfe gewonnen hatte, sollte daraufhin im Frühjahr 2010 einen Ausscheidungskampf gegen Ray Austin bestreiten, um den nächsten Pflichtherausforderer für den WBC-Titel zu bestimmen. Am 11. Dezember 2009 bestritt der 40-jährige Maskajew in Sacramento einen, als weiteren Aufbaukampf geplanten, Kampf gegen den 23-jährigen Nagy Aguilera aus der Dominikanischen Republik. Maskajew verlor den Kampf und damit auch die Chance auf die Teilnahme am Ausscheidungskampf für den WBC-Titel nach zwei Niederschlägen durch technischen K. o. in der ersten Runde.